# Serhetabat
Serhetabat, do roku 1992 Kuška (turkmensky Guşgy, rusky Ку́шка) je město v Turkmenistánu, žije v něm okolo 15 000 obyvatel. Leží na řece Kuška, tvořící hranici s Afghánistánem, a je okresním městem v rámci vilájetu Mary. Je obklopeno pouští a má kontinentální podnebí: srážky se objevují pouze na jaře, v zimě často mrzne, kdežto letní teploty přesahují 40 °C.
Strategicky významnou lokalitu obsadili Rusové během afghánské krize v roce 1885 a v roce 1890 zde založili pevnost. Roku 1900 byla otevřena železniční trať do Mary. Kuška byla nejjižnějším bodem carského impéria i Sovětského svazu, od roku 1913 připomíná tuto skutečnost desetimetrový kamenný kříž. Nachází se zde také pomník sovětským vojákům, vztyčený na počest bojů o město za občanské války. V roce 1967 byla Kuška povýšena na město. V době sovětské války v Afghánistánu byl pro urychlení přesunu vojsk vybudován přes Kušku silniční a železniční most do afghánského města Toragandi.